# Hermanus van Diermen
Hermanus ("Manus") van Diermen (Baarn, 26 september 1895 – aldaar, 14 oktober 1946) was een Nederlands voetballer.
Van Diermen werd geboren als zoon van Gerardus van Diermen en Geertruida van Rouwendaal. Hij was getrouwd met Johanna Maria Dijs. Hij speelde bij VV Baarn, Blauw Wit te Amsterdam en het Nederlands Elftal. Zijn bijnaam was "Het Kanon". Door de oorlog 1914/1918 kon eerst in 1919 het internationaal contact op voetbalgebied enigszins worden hersteld en als eerste kennismaking met het Nederlands-elftal fungeerde een van de spelers van Blauw Wit Amsterdam, Schindeler, als reserve bij de enige uitwedstrijd in dat jaar. Een jaar daarna mocht Blauw Wit de eerste echte internationaal noteren namelijk hun linksbinnen H. van Diermen, die op 5 april 1920 in het oude Stadion te Amsterdam, meewerkte aan een zege op Denemarken. Er wordt nog steeds met genoegen teruggedacht aan het spel van Manus van Diermen, die bekend werd met behoorlijke technische bewegingen en een zeer goed overzicht, maar speciaal door zijn fantastische linkse schoten. In totaal kreeg Manus in 1920 en 1921 vijf interlands op zijn naam en het zag er helemaal niet naar uit dat zijn loopbaan daarmee werd beëindigd. Een ernstige knie-blessure speelde hem parten en helaas in 1923 zou hij het voetballen er zelfs geheel aan moeten geven. Tientallen verzoeken bereikten hem om als trainer te gaan werken. Hij werd toen oefenmeester bij B.V.C. (Bussum) Van Diermen speelde totaal 128 wedstrijden bij Blauw-Wit in het eerste.
Op 14 oktober 1946 overleed Van Diemen op 51-jarige leeftijd te Baarn. In het Algemeen Dagblad van 15 oktober 1946 werd hij vermeld als een "bijkans vergeten voetballer". Op 18 oktober 1946 werd hij begraven op de Nieuwe Algemene Begraafplaats aan de Wijkamplaan in Baarn. Zijn gezin bleef zonder geld achter. De financiële situatie was zo beroerd dat op 31 oktober 1946 in de krant Het Volk een oproep aan voetbalvrienden verscheen om het gezin van Van Diermen te helpen. Er werd uiteindelijk zelfs een "Fonds Van Diermen" opgericht.